# إلياس روجينت

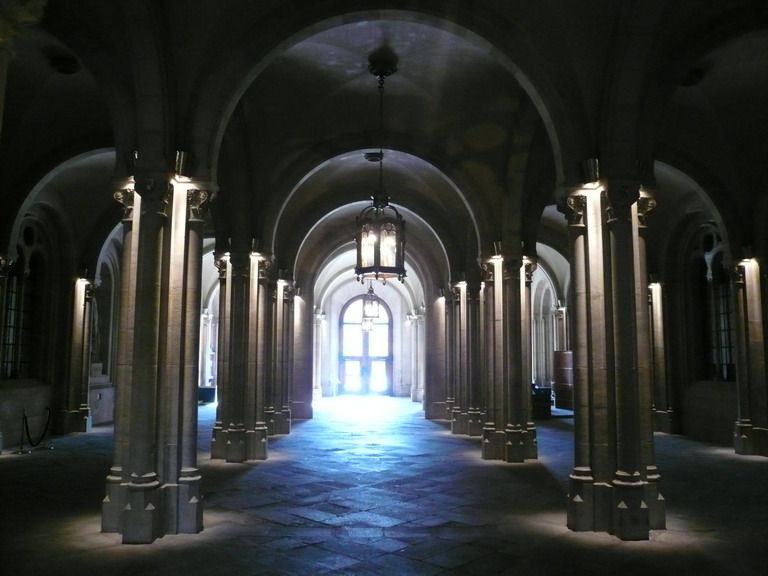
دهليز جامعة برشلونة، أسلوب العمارة رومانسك حديث

إلياس روجينت إي أمات (برشلونة 18 يوليو 1821 - برشلونة 21 فبراير 1897) مهندس معماري كاتالوني يحمل الجنسية الإسبانية.

## الحياة والعمل
درس روجينت في كلية الهندسة المعمارية في مدريد، وتخرج منها في 20 فبراير 1851. عُيّن مديرًا لكلية برشلونة الإقليمية للهندسة المعمارية عام 1871.
كان من المعجبين بالمعماري الفرنسي يوجين فيوليه لو دوك، وقد نقل شغفه بهندسة العصور الوسطى من خلال عمله في التدريس. من طلابه لويس دومينيك إي مونتانير وأنطوني غاودي، الذي قال عنه، كما قيل، عندما وقّع شهادته العلمية «لقد وافقت إما على رجل مجنون أو عبقري».
عام 1887، كلّفه عمدة برشلونة، فرانسيسك ريوس إي توليت، بأعمال معرض برشلونة العالمي لعام 1888. بهدف الوصول بهذا المشروع إلى خاتمة ناجحة، أجرى العديد من التغييرات على الخطط الأصلية التي وضعها جوزيف فونتسيري إي ميستري، وتمكّن من إكمال المهمة في وقت قياسي بفضل مساعدة تلميذه لويس دومينيك إي مونتانير.
كان عضوًا في الأكاديمية الملكية الكتالونية للفنون الجميلة في سانت جوردي.
من أهم أعماله الرئيسية:
- سجن ماتارو (1863)، أول مبنى سجن خُطّط له وفقًا لمبدأ «البانوبتيكال» (أي مع رؤية كل جزء من المبنى من نقطة مركزية)، وهذا المبدأ ابتكره الفيلسوف الإنجليزي جيريمي بنثام في القرن الثامن عشر.
- سد فالفيدريرا (1865)
- كاسا آرنوس (1868)، في (برشلونة). ثمة مبنى آخر يحمل نفس الاسم بناه إنريك ساغنر.
- كاسا ألميرال (1870) في كارير بيلاي (برشلونة)
- المبنى القديم لجامعة برشلونة (1873)، ويحمل تأثيراً قوياً من العصور الوسطى.
- المعهد الإكليريكي في برشلونة (1879)
- متحف برشلونة للشمع (1882)
- كما كان مسؤولاً عن ترميم أديرة دير سانت كوجات ديل فاليس (1852) ومونتسيرات (1854)، فضلاً عن إعادة بناء دير سانتا ماريا دي ريبول (1886).

## روابط خارجية
قالب:ACArt